# Château de Commarin
Le château de Commarin se situe sur la commune de Commarin, à proximité de Châteauneuf, en Côte-d'Or, en Bourgogne-Franche-Comté et à 40 km à l’ouest de Dijon. Le château actuel a été reconstruit aux  XVIIe siècle et XVIIIe siècle en conservant les douves et les deux tours rondes d'un premier château du XIVe siècle.
Le château fait l’objet d’un classement au titre des monuments historiques depuis le 21 septembre 1949.

## Historique
D'abord maison forte construite à l'emplacement d'une ancienne villa romaine, ses seigneurs sont vassaux des seigneurs de Sombernon, issus de la première lignée des Ducs de Bourgogne. Jacques de Cortiambles, chambellan de Philippe le Hardi, la transforme au début du XVe siècle en une forteresse avec une enceinte carrée cantonnée de tours rondes et entourée de douves, précédée d'une basse-cour ; de cette époque subsistent les deux tours rondes et la chapelle voûtée d'ogives.
Au XVIe siècle, plusieurs aménagements sont réalisés : décorations dans la chapelle, installation d’un triptyque, en 1526, pour Girard de Vienne, pose d'une série de tapisseries héraldiques et alchimiques.
À partir du XVIIe siècle, le château héberge les familles de Cortiamble, Dinteville, Vienne, Damas d’Antigny et aujourd'hui de Vogüé. Au début de ce siècle, Charles Ier de Vienne fait rebâtir l'aile est, et abattre l'aile nord, puis construire, en 1622-1623, une grande écurie et deux pavillons aux angles de la basse-cour ; le portail qui y donnait accès est transféré à l'entrée des communs au XIXe siècle. Le corps principal et l'aile ouest sont reconstruits de 1702 à 1713 par l'architecte dijonnais Philippe Paris, à la suite de l'effondrement d'une des tours d'angle sud ; les tours du côté sud sont détruites et les enceintes et fortifications supprimées. En 1717, Charles II de Vienne (1656-1744) et son épouse Anne de Chastellux (1672-1744) font combler le fossé entre le logis et la basse-cour et bâtir un petit pavillon entre la tour nord-est et l'écurie ; celle-ci est reconstruite en 1744 par leur fille, Marie-Judith de Vienne (1699-1781), mariée à Joseph-François de Damas d’Antigny (1699-1737), qui se chargea ensuite de l'embellissement et de la décoration intérieure du château et fera pour cela appel à l'entrepreneur dijonnais Edme Nicolas Machureau,.
Le château de Commarin, qui a échappé aux guerres et aux pillages de la Révolution, n'a jamais été vendu et, par alliances successives, il est resté à travers différentes familles dans la descendance de la famille de Commarin à l'origine du bâtiment initial,.

## Architecture et patrimoine

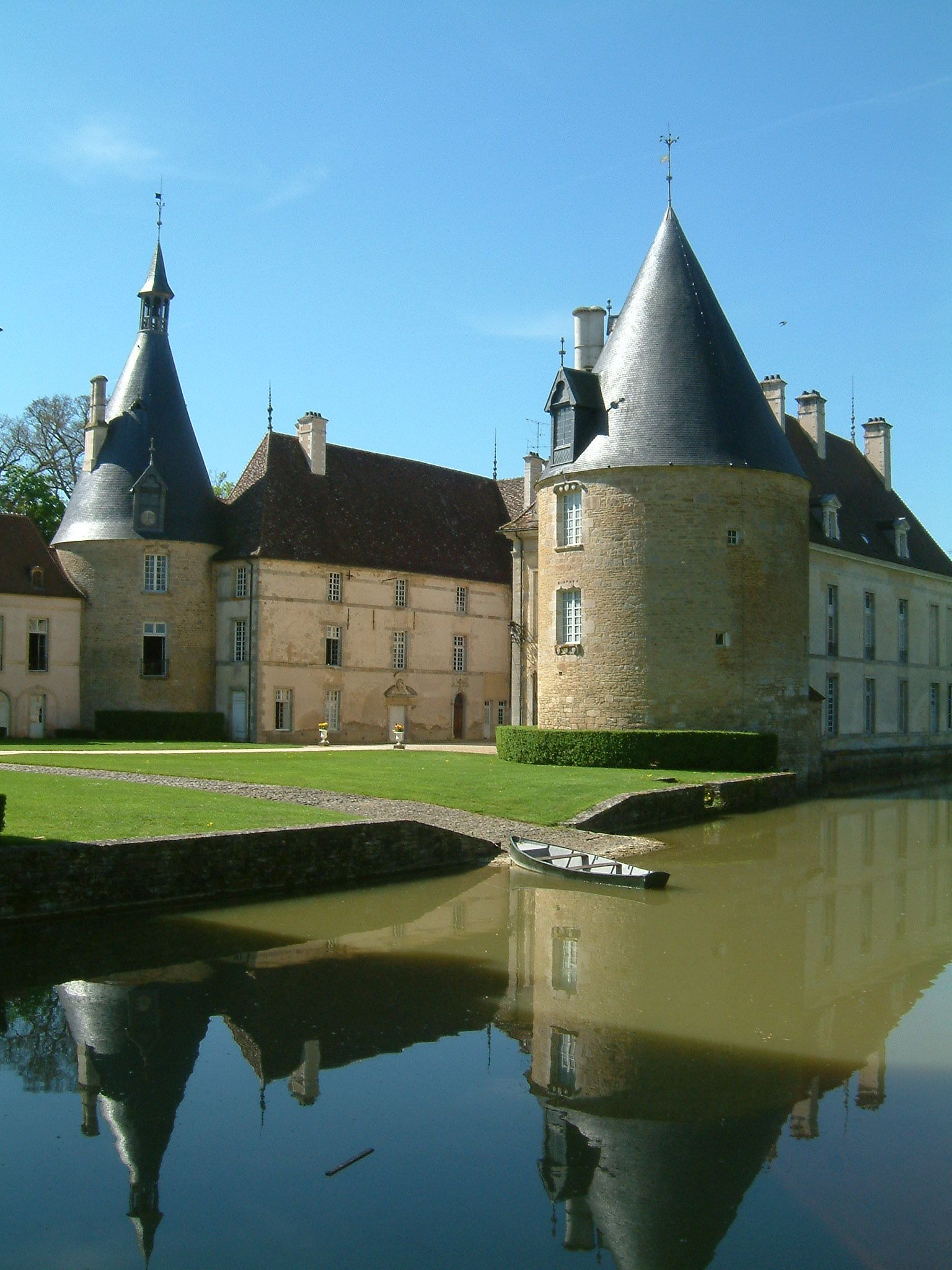
Vue de l'aile ouest

Le château de Commarin est un bâtiment régulier et relativement symétrique à inspiration classique. Le corps de logis central au fronton richement décoré est flanqué de deux ailes (aile Louis XIII à l’Est et aile Louis XIV à l’Ouest) terminées chacune par une grosse tour ronde du XIVe siècle. Une écurie prolonge l’aile Louis XIII.
L’ensemble est ceint par de larges douves prolongées de deux pièces d’eau et entouré d’un parc à l’anglaise de cinq hectares avec de beaux communs et de larges perspectives.
Outre ses qualités architecturales, le château de Commarin est remarquable pour le mobilier et la richesse des décorations intérieures des XVIIe et XVIIIe siècles, témoignant des différentes familles qui l'ont habité. Une collection unique de tapisseries héraldiques et alchimiques familiales du XVIe siècle est également présentée.

### Iconographie
Un écu, aux armes des Vienne et des Fauche de Domprel, surmonte la porte de l'aile est du fronton du corps de place ainsi qu'un haut-relief de cheval  et un aigle (symbole héraldique de la famille de Vienne) ; un décor de niches avec bustes à l'antique dans l'escalier de l'aile est ; une licorne en ronde-bosse couchée sur une console, près de la porte d'entrée. La porte cochère est en plein-cintre, entre deux travées de colonnes où s'inscrit une niche concave ; les colonnes de ces travées portent un fronton triangulaire, interrompu par un édicule à fronton cintré et surmonté de l'aigle des Vienne ; la devise de la famille "Tout bien à Vienne", est gravée sur la frise de l'entablement.

## Propriétaires successifs
Famille de Commarin (XIIIe siècle-1346)
Durant la première moitié du XIIIe siècle une maison forte est construite puis passe de main en main au sein de cette même famille. On peut supposer que le domaine fut conservé par les enfants mâles de la famille puisque le dernier héritier direct Pierre de Commarin  mourut en 1346  sans héritier.
Famille de Cortiambles (1346-1419)
Hérité par Jean Ier de Cortiambles, fils  d’Henri de Cortiambles, qui avait épousé la dernière héritière de la famille des Commarin.
Famille de Jaucourt de Dinteville (1419-1499)
Agnès de Cortiamble apporta Commarin à la famille de Jaucourt de Dinteville, par son mariage en 1419 avec Jean III de Jaucourt de Dinteville.
Famille de Vienne (1499-1725)
Bénigne de Dinteville dame d'Antigny (voir des détails généalogiques à cet article), apporta Commarin à la famille de Vienne par son mariage en 1499 avec Girard/Gérard de Vienne, seigneur de Ruffey et de Chevreaux.
Famille de Damas d'Antigny (1725-1802)
Marie-Judith de Vienne  (1699-1781) apporta Commarin à la famille (de) Damas d’Antigny, par son mariage en 1725 avec son cousin Joseph-François de Damas, marquis d'Antigny, (1699-1737).
Famille de Vogüé (depuis 1802)
Adélaïde Louise Zéphirine de Damas (1784-1838) apporta Commarin à la famille de Vogüé, par son mariage en 1802 avec Charles-François-Elzéar comte de Vogüé (1781-1807).

## Annexe